# Shorttrack-Weltcup 2009/10
Der Shorttrack-Weltcup 2009/10 ging vom 17. September 2009 bis 15. November 2009 und wurde in vier Ländern ausgetragen. Der Weltcup umfasste aufgrund der Olympischen Winterspiele 2010 in Vancouver nur vier statt, wie sonst üblich, sechs Weltcupveranstaltungen.
Zu den Saisonhöhepunkten zählten neben den Olympischen Spielen die Europameisterschaften 2010 in Dresden, die Weltmeisterschaften 2010 in Sofia und die Teamweltmeisterschaften 2010 in Bormio.
Die Weltcups in Montreal und Marquette dienten zugleich als Qualifikation für die Olympischen Spiele.

## Austragungsorte
In dieser Saison verteilten sich die Austragungsorte auf zwei Kontinente, auf denen jeweils zwei Weltcups ausgetragen wurde. Peking und Seoul in Asien, Montreal und Marquette in Nordamerika.

## Damen

### Weltcup-Übersicht
| Datum                                                                           | Ort       | Disziplin      | Siegerin                                                      | Zweite                                                                          | Dritte                                                                |
| ------------------------------------------------------------------------------- | --------- | -------------- | ------------------------------------------------------------- | ------------------------------------------------------------------------------- | --------------------------------------------------------------------- |
| 17. bis 20. September 2009                                                      | Peking    | 500 m          | Wang Meng                                                     | Jessica Gregg                                                                   | Marianne St-Gelais                                                    |
| 17. bis 20. September 2009                                                      | Peking    | 1000 m         | Katherine Reutter                                             | Lee Eun-byul                                                                    | Jessica Smith                                                         |
| 17. bis 20. September 2009                                                      | Peking    | 1500 m         | Zhou Yang                                                     | Lee Eun-byul                                                                    | Katherine Reutter                                                     |
| 17. bis 20. September 2009                                                      | Peking    | 3000 m Staffel | SüdkoreaPark Seung-hi Cho Ha-ri Kim Min-jung Lee Eun-byul     | Vereinigte StaatenKatherine Reutter Kimberly Derrick Alyson Dudek Allison Baver | KanadaValérie Maltais Marianne St-Gelais Jessica Gregg Tania Vicent   |
| 17. bis 20. September 2009                                                      | Peking    | Team           | Volksrepublik China                                           | Südkorea                                                                        | Vereinigte Staaten                                                    |
| 24. bis 27. September 2009                                                      | Seoul     | 500 m          | Wang Meng                                                     | Zhao Nannan                                                                     | Kalyna Roberge                                                        |
| 24. bis 27. September 2009                                                      | Seoul     | 1000 m         | Cho Ha-ri                                                     | Wang Meng                                                                       | Park Seung-hi                                                         |
| 24. bis 27. September 2009                                                      | Seoul     | 1500 m         | Lee Eun-byul                                                  | Sun Linlin                                                                      | Zhou Yang                                                             |
| 24. bis 27. September 2009                                                      | Seoul     | 3000 m Staffel | Volksrepublik ChinaWang Meng Liu Qiuhong Zhang Hui Sun Linlin | JapanBiba Sakurai Yui Sakai Hiroke Sadakane Ayuko Itō                           | KanadaTania Vicent Marianne St-Gelais Jessica Gregg Kalyna Roberge    |
| 24. bis 27. September 2009                                                      | Seoul     | Team           | Volksrepublik China                                           | Südkorea                                                                        | Kanada                                                                |
| 5. bis 8. November 2009                                                         | Montreal  | 500 m          | Wang Meng                                                     | Kalyna Roberge                                                                  | Zhao Nannan                                                           |
| 5. bis 8. November 2009                                                         | Montreal  | 1000 m         | Zhou Yang                                                     | Wang Meng                                                                       | Liu Qiuhong                                                           |
| 5. bis 8. November 2009                                                         | Montreal  | 1500 m         | Katherine Reutter                                             | Cho Ha-ri                                                                       | Liu Qiuhong                                                           |
| 5. bis 8. November 2009                                                         | Montreal  | 3000 m Staffel | Volksrepublik ChinaZhou Yang Liu Qiuhong Zhang Hui Sun Linlin | Vereinigte StaatenKatherine Reutter Kimberly Derrick Alyson Dudek Jessica Smith | KanadaTania Vicent Marianne St-Gelais Jessica Gregg Kalyna Roberge    |
| 5. bis 8. November 2009                                                         | Montreal  | Team           | Volksrepublik China                                           | Vereinigte Staaten                                                              | Kanada                                                                |
| 12. bis 15. November 2009                                                       | Marquette | 500 m          | Wang Meng                                                     | Kalyna Roberge                                                                  | Marianne St-Gelais                                                    |
| 12. bis 15. November 2009                                                       | Marquette | 1000 m         | Wang Meng                                                     | Katherine Reutter                                                               | Park Seung-hi                                                         |
| 12. bis 15. November 2009                                                       | Marquette | 1500 m         | Zhou Yang                                                     | Liu Qiuhong                                                                     | Lee Eun-byul                                                          |
| 12. bis 15. November 2009                                                       | Marquette | 3000 m Staffel | Volksrepublik ChinaZhou Yang Liu Qiuhong Zhang Hui Wang Meng  | SüdkoreaPark Seung-hi Cho Ha-ri Kim Min-jung Lee Eun-byul                       | KanadaValérie Maltais Marianne St-Gelais Jessica Gregg Kalyna Roberge |
| 12. bis 15. November 2009                                                       | Marquette | Team           | Volksrepublik China                                           | Kanada                                                                          | Südkorea                                                              |
| 22. Januar bis 24. Januar 2010 Shorttrack-Europameisterschaften 2010 in Dresden |           |                |                                                               |                                                                                 |                                                                       |
| 12. bis 28. Februar 2010 Olympische Winterspiele 2010 in Vancouver              |           |                |                                                               |                                                                                 |                                                                       |
| 19. März bis 21. März 2010 Shorttrack-Weltmeisterschaften 2010 in Sofia         |           |                |                                                               |                                                                                 |                                                                       |
| 27. und 28. März 2010 Shorttrack-Teamweltmeisterschaften 2010 in Bormio         |           |                |                                                               |                                                                                 |                                                                       |

### Weltcupstände
| Rang | Name               | Punkte |
| ---- | ------------------ | ------ |
| 1    | Wang Meng          | 3000   |
| 2    | Kalyna Roberge     | 2240   |
| 3    | Zhao Nannan        | 1952   |
| 4    | Marianne St-Gelais | 1315   |
| 5    | Jessica Gregg      | 1272   |
| 6    | Liu Qiuhong        | 1082   |
| 7    | Arianna Fontana    | 0974   |
| 8    | Katherine Reutter  | 0840   |

| Rang | Name              | Punkte |
| ---- | ----------------- | ------ |
| 1    | Wang Meng         | 2600   |
| 2    | Katherine Reutter | 2312   |
| 3    | Zhou Yang         | 1738   |
| 4    | Lee Eun-byul      | 1722   |
| 5    | Cho Ha-ri         | 1496   |
| 6    | Park Seung-hi     | 1490   |
| 7    | Sun Linlin        | 1414   |
| 8    | Kalyna Roberge    | 0906   |

| Rang | Name               | Punkte |
| ---- | ------------------ | ------ |
| 1    | Zhou Yang          | 2640   |
| 2    | Lee Eun-byul       | 2440   |
| 3    | Katherine Reutter  | 1968   |
| 4    | Sun Linlin         | 1722   |
| 5    | Liu Qiuhong        | 1547   |
| 6    | Cho Ha-ri          | 1327   |
| 7    | Kim Min-jung       | 0786   |
| 8    | Tatjana Borodulina | 0754   |

| Rang | Team                | Punkte |
| ---- | ------------------- | ------ |
| 1    | Volksrepublik China | 3000   |
| 2    | Südkorea            | 2210   |
| 3    | Vereinigte Staaten  | 2112   |
| 4    | Kanada              | 1920   |
| 5    | Japan               | 1640   |
| 6    | Niederlande         | 1082   |
| 7    | Italien             | 1008   |
| 8    | Ungarn              | 0852   |

| Rang | Team                | Punkte |
| ---- | ------------------- | ------ |
| 1    | Volksrepublik China | 4000   |
| 2    | Südkorea            | 2752   |
| 3    | Kanada              | 2592   |
| 4    | Vereinigte Staaten  | 2464   |
| 5    | Japan               | 1410   |
| 6    | Italien             | 1292   |
| 7    | Ungarn              | 1062   |
| 8    | Niederlande         | 0935   |

## Herren

### Weltcup-Übersicht
| Datum                                                                           | Ort       | Disziplin      | Sieger                                                                         | Zweite                                                                      | Dritte                                                                      |
| ------------------------------------------------------------------------------- | --------- | -------------- | ------------------------------------------------------------------------------ | --------------------------------------------------------------------------- | --------------------------------------------------------------------------- |
| 17. bis 20. September 2009                                                      | Peking    | 500 m          | Kwak Yoon-gy                                                                   | Sung Si-bak                                                                 | Jeff Simon                                                                  |
| 17. bis 20. September 2009                                                      | Peking    | 1000 m         | Lee Jung-su                                                                    | Charles Hamelin                                                             | Kim Seoung-il                                                               |
| 17. bis 20. September 2009                                                      | Peking    | 1500 m         | Sung Si-bak                                                                    | Lee Ho-suk                                                                  | Lee Jung-su                                                                 |
| 17. bis 20. September 2009                                                      | Peking    | 5000 m Staffel | SüdkoreaKim Seoung-il Lee Jung-su Lee Ho-suk Kwak Yoon-gy                      | Volksrepublik ChinaHan Jialiang Song Weilong Liu Xianwei Sui Baoku          | KanadaFrançois-Louis Tremblay Charles Hamelin François Hamelin Olivier Jean |
| 17. bis 20. September 2009                                                      | Peking    | Team           | Südkorea                                                                       | Volksrepublik China                                                         | Vereinigte Staaten                                                          |
| 24. bis 27. September 2009                                                      | Seoul     | 500 m          | Charles Hamelin                                                                | Han Jialiang                                                                | Lee Ho-suk                                                                  |
| 24. bis 27. September 2009                                                      | Seoul     | 1000 m         | Lee Ho-suk                                                                     | Jordan Malone                                                               | Kwak Yoon-gy                                                                |
| 24. bis 27. September 2009                                                      | Seoul     | 1500 m         | Lee Ho-suk                                                                     | Lee Jung-su                                                                 | Kim Seoung-il                                                               |
| 24. bis 27. September 2009                                                      | Seoul     | 5000 m Staffel | SüdkoreaKim Seoung-il Lee Jung-su Lee Ho-suk Kwak Yoon-gy                      | KanadaFrançois-Louis Tremblay Charles Hamelin François Hamelin Olivier Jean | Volksrepublik ChinaHan Jialiang Song Weilong Liu Xianwei Liang Wenhao       |
| 24. bis 27. September 2009                                                      | Seoul     | Team           | Südkorea                                                                       | Vereinigte Staaten                                                          | Kanada                                                                      |
| 5. bis 8. November 2009                                                         | Montreal  | 500 m          | Charles Hamelin                                                                | Apolo Anton Ohno                                                            | Jeff Simon                                                                  |
| 5. bis 8. November 2009                                                         | Montreal  | 1000 m         | Sung Si-bak                                                                    | Lee Jung-su                                                                 | Charles Hamelin                                                             |
| 5. bis 8. November 2009                                                         | Montreal  | 1500 m         | Charles Hamelin                                                                | Sung Si-bak                                                                 | Travis Jayner                                                               |
| 5. bis 8. November 2009                                                         | Montreal  | 5000 m Staffel | SüdkoreaKim Seoung-il Lee Jung-su Sung Si-bak Kwak Yoon-gy                     | KanadaFrançois-Louis Tremblay Charles Hamelin François Hamelin Olivier Jean | Volksrepublik ChinaHan Jialiang Song Weilong Liu Xianwei Sui Baoku          |
| 5. bis 8. November 2009                                                         | Montreal  | Team           | Kanada                                                                         | Südkorea                                                                    | Vereinigte Staaten                                                          |
| 12. bis 15. November 2009                                                       | Marquette | 500 m          | François-Louis Tremblay                                                        | Thibaut Fauconnet                                                           | Sung Si-bak                                                                 |
| 12. bis 15. November 2009                                                       | Marquette | 1000 m         | Apolo Anton Ohno                                                               | Lee Jung-su                                                                 | François Hamelin                                                            |
| 12. bis 15. November 2009                                                       | Marquette | 1500 m         | Lee Jung-su                                                                    | Apolo Anton Ohno                                                            | Kanada                                                                      |
| 12. bis 15. November 2009                                                       | Marquette | 5000 m Staffel | KanadaFrançois-Louis Tremblay François Hamelin Guillaume Bastille Olivier Jean | Vereinigte StaatenSimon Cho Travis Jayner Anthony Lobello Apolo Anton Ohno  | SüdkoreaKim Seoung-il Lee Jung-su Sung Si-bak Lee Seung-jae                 |
| 12. bis 15. November 2009                                                       | Marquette | Team           | Südkorea                                                                       | Kanada                                                                      | Vereinigte Staaten                                                          |
| 22. Januar bis 24. Januar 2010 Shorttrack-Europameisterschaften 2010 in Dresden |           |                |                                                                                |                                                                             |                                                                             |
| 12. bis 28. Februar 2010 Olympische Winterspiele 2010 in Vancouver              |           |                |                                                                                |                                                                             |                                                                             |
| 19. März bis 21. März 2010 Shorttrack-Weltmeisterschaften 2010 in Sofia         |           |                |                                                                                |                                                                             |                                                                             |
| 27. und 28. März 2010 Shorttrack-Teamweltmeisterschaften 2010 in Bormio         |           |                |                                                                                |                                                                             |                                                                             |

### Weltcupstände
| Rang | Name                    | Punkte |
| ---- | ----------------------- | ------ |
| 1    | Charles Hamelin         | 2328   |
| 2    | François-Louis Tremblay | 2024   |
| 3    | Sung Si-bak             | 1608   |
| 4    | Kwak Yoon-gy            | 1578   |
| 5    | Han Jialiang            | 1472   |
| 6    | Jeff Simon              | 1414   |
| 7    | Thibaut Fauconnet       | 877    |
| 8    | Simon Cho               | 875    |

| Rang | Name              | Punkte |
| ---- | ----------------- | ------ |
| 1    | Lee Jung-su       | 2600   |
| 2    | Apolo Anton Ohno  | 1722   |
| 3    | Charles Hamelin   | 1650   |
| 4    | François Hamelin  | 1562   |
| 5    | Sung Si-bak       | 1512   |
| 6    | Lee Ho-suk        | 1013   |
| 7    | Kwak Yoon-gy      | 0874   |
| 8    | Thibaut Fauconnet | 0840   |

| Rang | Name             | Punkte |
| ---- | ---------------- | ------ |
| 1    | Lee Jung-su      | 2440   |
| 2    | Charles Hamelin  | 2152   |
| 3    | Sung Si-bak      | 1869   |
| 4    | Lee Ho-suk       | 1800   |
| 5    | Apolo Anton Ohno | 1574   |
| 6    | Kim Seoung-il    | 1362   |
| 7    | Song Weilong     | 0947   |
| 8    | Yuri Confortola  | 0764   |

| Rang | Team                   | Punkte |
| ---- | ---------------------- | ------ |
| 1    | Südkorea               | 3000   |
| 2    | Kanada                 | 2600   |
| 3    | Volksrepublik China    | 2080   |
| 4    | Vereinigte Staaten     | 1722   |
| 5    | Italien                | 1434   |
| 6    | Deutschland            | 1102   |
| 7    | Vereinigtes Königreich | 0824   |
| 8    | Niederlande            | 0800   |

| Rang | Team                | Punkte |
| ---- | ------------------- | ------ |
| 1    | Volksrepublik China | 3800   |
| 2    | Kanada              | 3240   |
| 3    | Vereinigte Staaten  | 2720   |
| 4    | Volksrepublik China | 1946   |
| 5    | Italien             | 1594   |
| 6    | Frankreich          | 0974   |
| 7    | Deutschland         | 0926   |
| 8    | Japan               | 0876   |